# Paul Hoffmann (Pädagoge)
Paul Hoffmann (* 29. Juli 1887 in Klinge, Lausitz; † 1975) war ein deutscher Pädagoge, Politiker (CDU, SED) und Oberbürgermeister von Greifswald.

## Leben
Paul Hoffmann absolvierte eine Ausbildung zum Volksschullehrer. Er wurde später Seminarlehrer und 1928 Schulrat in Greifswald. Bis 1929 war er Mitglied der DDP. Wahrscheinlich wurde er 1933 aus dem Schuldienst entlassen, denn er arbeitete seit 1933 als Versicherungsvertreter. Während des Zweiten Weltkriegs diente Hoffmann ab 1944 als Feldwebel in einem Kriegsgefangenen-Stammlager.
Nach dem Ende des Zweiten Weltkriegs wurde er wieder in den Schuldienst aufgenommen. Im Juni 1945 war er Mitbegründer und Vorsitzender der Gründungsversammlung des Landesverbandes der Demokratischen Partei, die sich im September 1945 in CDU umbenannte. Im Juli 1945 wurde er, auf Vorschlag des Antifaschistischen Aktionsausschusses, dem mehrere Mitglieder des ehemaligen Greifswalder NKFD angehörten, zum Oberbürgermeister von Greifswald ernannt. Er wirkte an der Wiedereröffnung der Universität Greifswald mit. Nach Auseinandersetzungen mit dem Parteivorsitzenden Reinhold Lobedanz trat er im Juni 1946 aus der CDU aus und der SED bei. Im gleichen Jahr hatte er einen Lehrauftrag für pädagogische Reformbewegungen an der Universität übernommen. Im Mai 1947 wurde er Ministerialdirektor im Ministerium für Volksbildung des Landes Mecklenburg. 1948 wurde Hoffmann Professor für Pädagogik in Greifswald. 1950 wurde er an der Universität Greifswald promoviert. Er war Dekan der Pädagogischen Fakultät. Nach seiner Emeritierung 1954 übernahm er den Vorsitz des Organisationskomitees zur 500-Jahr-Feier der Universität Greifswald 1956. Die Universität ernannte ihn zum Ehrensenator.
Paul Hoffmann verfasste mehr als 100 Aufsätze und Schriften zu pädagogischen Fragen sowie 1926 eine Fibel.
Seine Tochter war mit dem Arzt und Wissenschaftler Gerhard Mohnike verheiratet.

## Schriften (Auswahl)
- Nu geit't äwer los! Ein fröhlicher Anfang für die Buben und Mädel der Waterkant. 1926.
- Die gegenwärtige Krise in der Schulreform. Ihre Überwindung durch die Synthese von Erlebnis- und Arbeitsunterricht. 1927.